# Benimodo
Benimodo é um município da Espanha, na província de Valência, Comunidade Valenciana. Tem 12,5 km² de área e em 2021 tinha 2 253 habitantes (densidade: 180,2 hab./km²). Pertence à comarca da Ribera Alta, e limita com os municípios de Alberic, Alzira, L'Alcúdia, Carlet, Guadassuar, Massalavés e Tous.